# Richard Andriamanjato
Richard Mahitsison Andriamanjato, né le 31 juillet 1930 à Mahitsy et mort le 16 mai 2013 à Paris 8e, est une personnalité politique, communiste et protestante ainsi que militant anticolonialiste malgache, fondateur du Parti du congrès de l'indépendance de Madagascar en 1958. 

## Biographie
Richard Andriamanjato est devenu pasteur, après avoir terminé ses études. Il s'impliqua très tôt dans la cause nationaliste et indépendantiste. De 1950 à 1957, il a étudié en France où il obtient son doctorat. En 1957, il a rejoint le Conseil de la Fédération protestante de Madagascar. Il est également devenu le président du Conseil des Églises d'Afrique, ainsi que membre du Conseil œcuménique des Églises de Genève et directeur de l'Institut chrétien pour la paix.
Le 8 novembre 1958, il fonda avec son camarade de lutte Francis Sautron, le Parti du congrès de l'indépendance de Madagascar (en malgache Antoko'ny Kongresi'ny Fahaleovantenan'i Madagasikara) AKFM, un parti communiste basé à Madagascar. Il établit des liens avec le Parti communiste français.
Aux élections municipales de 1959, il remporta celles d'Antananarivo et devint maire de la capitale malgache, à 29 ans.
En 1972, il soutint Didier Ratsiraka. En 1976, il dirige l'Association pour la renaissance de Madagascar et participe à la coalition gouvernementale en appuyant l'orientation pro-soviétique. En 1991, il se retourne contre Ratsiraka et soutint l'homme politique Albert Zafy.
De 1991 à 1993, il est co-président du Comité de transition pour le redressement économique et social avec Manandafy Rakotonirina. En 1993, il devient président de l'Assemblée nationale de Madagascar (jusqu'en 1998) mais ne parvient pas à être nommé Premier ministre et contribue à la destitution de Zafy en 1996.
En 2004, il réitère contre le Président Marc Ravalomanana.
Richard Andriamanjato meurt en route pour Paris le 16 mai 2013 et son corps sera rapatrié à Madagascar le 23 mai 2013.